# Плиев, Грис Дзамболатович
Грис (Григорий) Дзамбола́тович Пли́ев (30 октября 1913 в с. Средний Рук, ныне Дзауского района Южной Осетии — 4 марта 1999, Владикавказ) — советский осетинский поэт и прозаик, переводчик и театральный актёр, гвардии майор. Член КПСС с 1941 года. Лауреат Государственной премии имени Коста Хетагурова (1996).

## Биография
Родился 30 октября 1913 года в селе Рук, Южной Осетии. В 1935 году окончил актёрский факультет ГИТИСа. Участник Великой Отечественной войны 1941—1945. С фронта вернулся в 1947 году в звании Гвардии майор. Имеет боевые награды.
Печатался с 1930. Автор сборников стихов «В крылатые годы» (1933), «Солдат» (1948), «Жизнь и смерть» (1963), «Семь черкесок» (1967) и др., драматургические произведения в стихах (трагедия «Чермен» и др.). Одним из первых среди писателей Советского Союза он был награждён орденом «Знак Почёта».
Выпускник первой осетинской студии МХАТа, возглавлял Осетинский драматический театр, затем был главным редактором газеты «Растдзинад».
Гриш Плиев переводил на осетинский язык произведения У. Шекспира, А. С. Пушкина, М. Ю. Лермонтова, и др. На русский язык стихи Плиева были переведены такими известными авторами, как А. Ахматова, П. Антокольский и др.
Произведения Гриша ставились в Тбилисском государственном Музыкально-комедийном театре.
В осетинской литературе является незаурядным, глубоким, ратующим за благополучие и честь народа личностью. Выдающийся мыслитель. Именем Гриса Плиева названы библиотека и дворец культуры в селе Октябрьское (районный центр Пригородного района Северной Осетии).

## Семья
Супруга:
Афисса Дзугкоева (1914—1993) — театральная актриса, народная артистка СОАССР.
Дети:
- Лео Плиев (1934—1994) — режиссёр;
- Алан Плиев (1937—2010) — доктор философских наук, политолог;
- Мадина Плиева (род.1948) — театровед.

## Издания
- Æвзæрст уацмыстæ, т. 1—2, Орджоникидзе, 1973—74; в русском переводе — Стихи, М., 1959.
- Атака : Стихотворения, поэмы, баллады / Плиев Грис, 214,[1] с. портр. 17 см, М. Менеджер 1995
- Драмы / Плиев Грис, 223 с. 20 см, Орджоникидзе Ир 1983
- Семь черкесок : Стихотворения и поэмы : Пер. с осет. / Грис Плиев; [Худож. Н. Заводнова], 77,[1] с. ил. 17 см, М.:Современник, 1988

## Награды
- 2 ордена Отечественной войны 2-й степени (20.02.1945; 11.03.1985)
- орден Трудового Красного Знамени (05.10.1960)
- орден Красной Звезды (30.03.1943)
- орден «Знак Почёта» (31.01.1939)[3]
- медали
- Государственная премия имени Коста Хетагурова (Северная Осетия)

## Память
- В честь поэта во Владикавказе Плиева в 2014 году появилась новая улица — улица Гриса Плиева. Также есть улица его имени в Цхинвале.
- Лучшим студентам распоряжением Правительства Республики Северная Осетия — Алания назначается стипендия имени Г. Д. Плиева[4]
- Именем Гриша Плиева названы библиотека и дворец культуры в с. Октябрьское (районный центр Пригородного района, Северная Осетия.